# The Monty Python Instant Record Collection
The Monty Python Instant Record Collection è una compilation di alcuni sketch e canzoni dei Monty Python pubblicata nel 1977.

## Tracce

### Lato A
1. Introduction
2. Alistaire Cooke
3. Nudge, Nudge
4. Mrs. Nigger-Baiter
5. Constitutional Paesant
6. Fish Licence/Eric the Half-a-Bee
7. Australian Table Wines
8. Silly Noises
9. Novel Writing
10. Elephantoplasty
11. How-To-Do-It
12. Gumby Cherry Orchard
13. Oscar Wilde

### Lato B
1. Introduction
2. Argument
3. French Taunter
4. Summarise Proust Competition
5. Cheese Emporium
6. Funerali at Prestatyn
7. Camelot
8. Word Association
9. Bruces
10. Parrot
11. Monty Python Theme